# Maria Andrea Virgilio
Maria Andrea Virgilio, née le 17 novembre 1996 à Bagno a Ripoli (Toscane), est une archère handisport italienne concourant en W2. Elle est médaillée de bronze en individuel aux Jeux de 2020.

## Carrière
Maria Andrea Virgilio est née avec une spina bifida.
Aux Championnats d'Italie en salle en 2021, elle établit un nouveau record du monde avec 583 points. Lors des Jeux paralympiques d'été de 2020, elle remporte la médaille de bronze en individuel catégorie arc à poulies. Elle est la première italienne médaillée en arc à poulies aux Jeux. Pendant son parcours, elle bat d'abord l'Iranienne Asgari Farzaneh 136-135 puis sa compatriote Eleonora Sarti en quarts 138-121. En demi, elle est battue par la future championne paralympique, la Britannique Phoebe Paterson Pine 140-137. Dans le match pour la médaille de bronze, elle bat la Russe Stepanida Artakhinova 142-139.